# Vlag van Nueva Esparta

Vlag van Nueva Esparta (ratio 2:3)

De vlag van Nueva Esparta bestaat uit drie horizontale banen in de kleuren geel (boven), groen en blauw, waarbij de bovenste baan even groot is als de andere twee samen (zoals in bijvoorbeeld de Colombiaanse vlag). In de groene band staan drie witte sterren, in de gele een witte halve cirkel. De vlag is in gebruik sinds 10 augustus 1998.
De gele band verwijst naar de tropische luchten vol zonneschijn, die zich boven de eilandstaat Nueva Esparta bevinden. De witte halve cirkel symboliseert daarbij de zon, maar ook eenheid. De groene band staat voor het leven en de eilanden, waarbij de drie sterren naar de eilanden Isla Margarita, Coche en Cubagua verwijzen. Daarnaast staat deze kleur voor de band met de rest van Venezuela. De blauwe baan symboliseert de Caribische Zee.